# Philadelphia (U-Boot)
Die USS Philadelphia (SSN-690) war ein Atom-U-Boot der United States Navy. Sie wurde nach der Stadt Philadelphia, Pennsylvania benannt und war das dritte Boot der Los-Angeles-Klasse.

## Geschichte
SSN-690 wurde 1971 in Auftrag gegeben und im August 1972 als erste Einheit der Klasse bei Electric Boat auf Kiel gelegt. Der Bau dauerte knapp über zwei Jahre, im Oktober 1974 lief das Boot vom Stapel. Nach fast drei Jahren für die Endausrüstung und Erprobungsfahrten wurde die Philadelphia im Juni 1977 in Dienst gestellt.
Bis 1991 leistete die Philadelphia sechs Einsatzfahrten ab, dann nahm sie an Operation Desert Storm teil. Bis 2005 folgten weitere sieben Verlegungen, allesamt in den Nordatlantik, den Persischen Golf oder das Mittelmeer. 1999 wurde das Boot eingedockt und dergestalt modifiziert, dass sie ein Dry Deck Shelter tragen kann. 2003 war die Philadelphia die erste Einheit der Los-Angeles-Klasse, die 1000 Tauchgänge vorweisen kann.
Auf der letzten Einsatzfahrt 2005, am 5. September, rammte die Philadelphia das unter türkischer Flagge fahrende Frachtschiff Yaso Aysen. Die Kollision, die 30 Meilen vor der Küste von Bahrain stattfand, war nur leicht, es gab keine Verletzten. Das U-Boot erlitt nur oberflächlichen Schaden, auch der Rumpfschaden des Frachters wurde von der United States Coast Guard überprüft und das Schiff danach für seetüchtig erklärt. 2007 verlegte die Philadelphia dann mit vier Zerstörern der Arleigh-Burke-Klasse und dem Kreuzer Gettysburg als Geleitschutz des Trägers Enterprise im Rahmen des Anti-Terror-Kampfes. Im Juli 2009 verlegte die Philadelphia letztmals für sechs Monate in den Atlantik.
Am 25. Juni 2010, am 33. Jahrestag der Indienststellung, wurde die Philadelphia außer Dienst gestellt. Im Anschluss begann die Zerlegung in der Norfolk Naval Shipyard, das nukleare Antriebssystem wird im Ship-Submarine Recycling Program in der Puget Sound Naval Shipyard entsorgt.

## In der Fiktion
Die Philadelphia spielte in der siebten Episode der Fernsehserie Navy CIS eine größere Rolle.